# Halinga
Halinga (em estoniano:  Halinga vald) é um município rural estoniano localizado na região de Pärnumaa.